# Сажин, Михаил Николаевич
Михаил Николаевич Сажин (11 [23] февраля 1899, Бикбарда, Пермская губерния — 30 апреля 1971, Воронеж) — советский военачальник, полковник (1942).

## Биография
Михаил Сажин родился 11 (23) февраля 1899 года в посёлке Бикбарда (Бикбардинский завод) Аряжской волости Осинского уезда Пермской губернии, ныне село Бикбарда входит в Куединский муниципальный округ Пермского края. Русский.
До службы в армии Сажин работал почтальоном в городе Красноуфимске.

### Военная служба

#### Гражданская война
15 июня 1918 года добровольно вступил в Рабоче-крестьянскую Красную Армию и был зачислен во 2-й Красноуфимский полк 30-й стрелковой дивизии 3-й армии. В его составе воевал на Восточном фронте против войск адмирала А. В. Колчака, участвовал в боях на красноуфимском и кунгурском направлениях, в районах Сылвинского, Сергинского и Бисертского заводов.
С 1918 года член РКП(б), с 1925 года партия переименована в ВКП(б), c 1952 года партия переименована в КПСС.
В начале декабря 1918 года направлен на Вятские советские пехотные курсы комсостава РККА. Будучи курсантом, сражался с колчаковскими войсками в районе села Вятские Поляны. Окончил курсы 01.09.1919.
По окончании курсов в конце ноября 1919 года был назначен командиром взвода 1-го армейского запасного полка 3-й армии в городе Екатеринбурге. С января 1920 года командовал стрелковой ротой в 4-м полку Продовольственной дивизии войск ВОХР в городе Челябинске. В сентябре рота была передана в 207-й стрелковый полк ВНУС и убыла на станции Лебяжье Омской железной дороги, а через месяц в 206-й стрелковый полк ВОХР в город Курган. С 9 февраля по 15 июня 1921 года этот полк принимал участие в подавлении Западно-Сибирского (Ишимского) восстания.
В июле 1921 года Сажин убыл с полком в Северо-Кавказский военный округ на пополнение Дагестанской бригады в город Буйнакск. По прибытии на новое место службы он был назначен командиром роты 1-го стрелкового полка. В ноябре рота была передислоцирована в крепость Гуниб.

#### Межвоенные годы
В марте 1922 года Сажин откомандирован в распоряжение УрВО, где назначен командиром роты 171-го Челябинского стрелкового полка.
С 1 ноября 1922 года по 21 июля 1923 года находился на учёбе в 5-й военной школе физического образования в городе Томске.
После завершения обучения назначен командиром взвода в 85-й Акмолинский стрелковый полк 29-й стрелковой дивизии в городе Петропавловске. В октябре 1923 года откомандирован в город Омск на формирование 12-й стрелковой дивизии, где был назначен в 35-й Татарский стрелковый полк, дислоцировавшийся на станции Татарская и Калачинская. В этом полку проходил службу командиром взвода и помощника командира батальона. В ноябре 1926 года переведен командиром роты в 6-й резервный территориальный полк в городе Томске. В январе 1928 года вернулся в 12-ю стрелковую дивизию на должность инструктора физической подготовки.
С апреля 1931 года последовательно занимал должность военного комиссара сначала в Баевском, с января 1932 года — в Каменском, с апреля — в Красноярском, а с июля 1935 года — в Томском районных военных комиссариатах. С июля 1939 года исполнял должность помощника начальника и начальника 3-го отдела штаба СибВО.
С декабря 1939 года по июнь 1940 года находился на курсах «Выстрел» в городе Солнечногорске, после которых был назначен начальником штаба 693-го стрелкового полка 178-й стрелковой дивизии в городе Татарске. С 5 апреля 1941 года подполковник Сажин командовал 709-м стрелковым полком в городе Омске.

#### Великая Отечественная война
В июле 1941 года 178-я стрелковая дивизия была переброшена на Западный фронт, где вошла в состав 22-й армии и участвовала в Смоленском сражении, затем в Вяземской оборонительной операции. В ноябре Сажин был отстранен от должности и находился в резерве армии. В декабре назначен командиром 653-го стрелкового полка 220-й стрелковой дивизии этой же армии Калининского фронта в составе которого принимал участие в Калининской оборонительной операции, обороне рубежа юго-западнее Ржева, и в битве за Ржев.
С 25 марта 1942 года командовал 146-й курсантской бригадой в городе Орехово-Зуево, а 4 мая 1942 года был назначен комендантом 71-го укрепленного района (Гороховецкие лагеря). С 1 августа 1942 года Сажин — заместитель командира 231-й стрелковой дивизии в составе 24-й армии Донского фронта.
В конце ноября 1942 года направлен на учёбу в Высшую военную академию им. К. Е. Ворошилова, после которой с мая 1943 года состоял в резерве ГУК НКО, затем Военного совета 1-го Украинского фронта.
С начала января 1944 года полковник Сажин — заместитель командира 232-й стрелковой дивизии, которая в составе 51-го стрелкового корпуса 40-й армии 1-го Украинского фронта участвовала в Житомирско-Бердичевской и Корсунь-Шевченковской наступательных операциях. После завершения последней 22 февраля 1944 года армия вошла в состав 2-го Украинского фронта, а Сажин в начале марта вступил в должность заместителя командира 38-й стрелковой дивизии. Дивизия принимала участие в Уманско-Ботошанской и Ясско-Кишиневской наступательных операциях. С 12 по 22 апреля 1944 года — начальник штаба 9-го укрепленного района 8-й армии Ленинградского фронта. Затем продолжил службу в 38-й стрелковой дивизии. В октябре части 38-й стрелковой дивизии участвовали в Дебреценской наступательной операции. В период подготовки и в ходе этой операции с 5 по 21 сентября и с 9 октября по 13 ноября полковник Сажин исполнял должность командира этой дивизии.
В начале декабря 1944 года был назначен врид командира 133-й стрелковой дивизии, которая в составе 40-й армии 2-го Украинского фронта принимала участие в Будапештской, Братиславско-Брновской и Пражской наступательных операциях.
За время войны комдиву Сажину была шесть раз персонально объявлена благодарность в приказах Верховного Главнокомандующего.

#### Послевоенное время
С конца июня 1945 года состоял в резерве Военного совета ЦГВ в Австрии в городе Бадене.
В сентябре 1945 года был назначен военным комиссаром Вологодского областного военного комиссариата.
С сентября 1951 года исполнял должность заместителя начальника штаба Воронежского ВО по организационно-мобилизационным вопросам, с января 1956 года был начальником организационно-мобилизационного управления — заместителем начальника штаба округа. В ноябре 1956 года полковник Сажин уволен в отставку.
Михаил Николаевич Сажин умер 30 апреля 1971 года в городе Воронеже Воронежской области. Похоронен на Коминтерновском кладбище Коминтерновского района города Воронежа Воронежской области.

## Награды
- Орден Ленина, 21 февраля 1945 года[4][5][6]
- Орден Красного Знамени, трижды: 19 апреля 1944 года[7][8], 3 ноября 1944 года[6][9][10], 20 июня 1949 года[6]
- Орден Богдана Хмельницкого II степени, дважды: 13 сентября 1944 года[11][12][13], 28 апреля 1945 года[14][15][16]
  - медали, в том числе:
  - Юбилейная медаль «XX лет Рабоче-Крестьянской Красной Армии», 1938 год[8]
  - Медаль «За оборону Сталинграда», 1943 год
  - Медаль «За победу над Германией в Великой Отечественной войне 1941—1945 гг.», 2 ноября 1945 года[17][18][19]
  - Медаль «За взятие Будапешта», 1945 год
  - Медаль «За освобождение Праги», 1945 год

Приказы (благодарности) Верховного Главнокомандующего в которых отмечен М. Н. Сажин.
- За овладение штурмом городами Сату-Маре и Карей — важными опорными пунктами обороны противника в Северной Трансильвании. 25 октября 1944 года, № 204.
- За овладение штурмом крупным узлом коммуникаций и мощным опорным пунктом обороны противника городом Мишкольц — важнейшим центром военного производства Венгрии, снабжающим немецкие и венгерские армии. 3 декабря 1944 года, № 216.
- За овладение на территории Чехословакии городами Рожнява и Йелшава — важными опорными пунктами обороны противника. 24 января 1945 года, № 249.
- За овладение городом и важным железнодорожным узлом Зволен — сильным опорным пунктом обороны гитлеровцев на реке Грон. 14 марта 1945 года, № 301.
- За овладение городом и важным узлом дорог Мадьяровар и городом и железнодорожной станцией Кремница — сильным опорным пунктом обороны гитлеровцев на южных склонах хребта Велькафатра. 3 апреля 1945 года, № 329.
- За овладение городами и важными железнодорожными узлами Малацки и Брук, а также городами Прьевидза и Бановце — сильными опорными пунктами обороны противника в полосе Карпат. 5 апреля 1945 года, № 331.